# Charles Manly Stedman
Charles Manly Stedman, född 29 januari 1841 i Pittsboro, North Carolina, död 23 september 1930 i Washington, D.C., var en amerikansk politiker (demokrat). Han var ledamot av USA:s representanthus från 1911 fram till sin död.
Stedman tjänstgjorde i sydstatsarmén i amerikanska inbördeskriget och avancerade till major.
År 1884 valdes Stedman till North Carolinas viceguvernör. Han tjänstgjorde i den befattningen 1885–1889.
Stedman efterträdde 1911 John Motley Morehead II som kongressledamot. Han avled 1930 i ämbetet och gravsattes i Fayetteville. Vid tidpunkten för sin död var Stedman amerikanska inbördeskrigets sista veteran i USA:s kongress.